# Palivové dříví

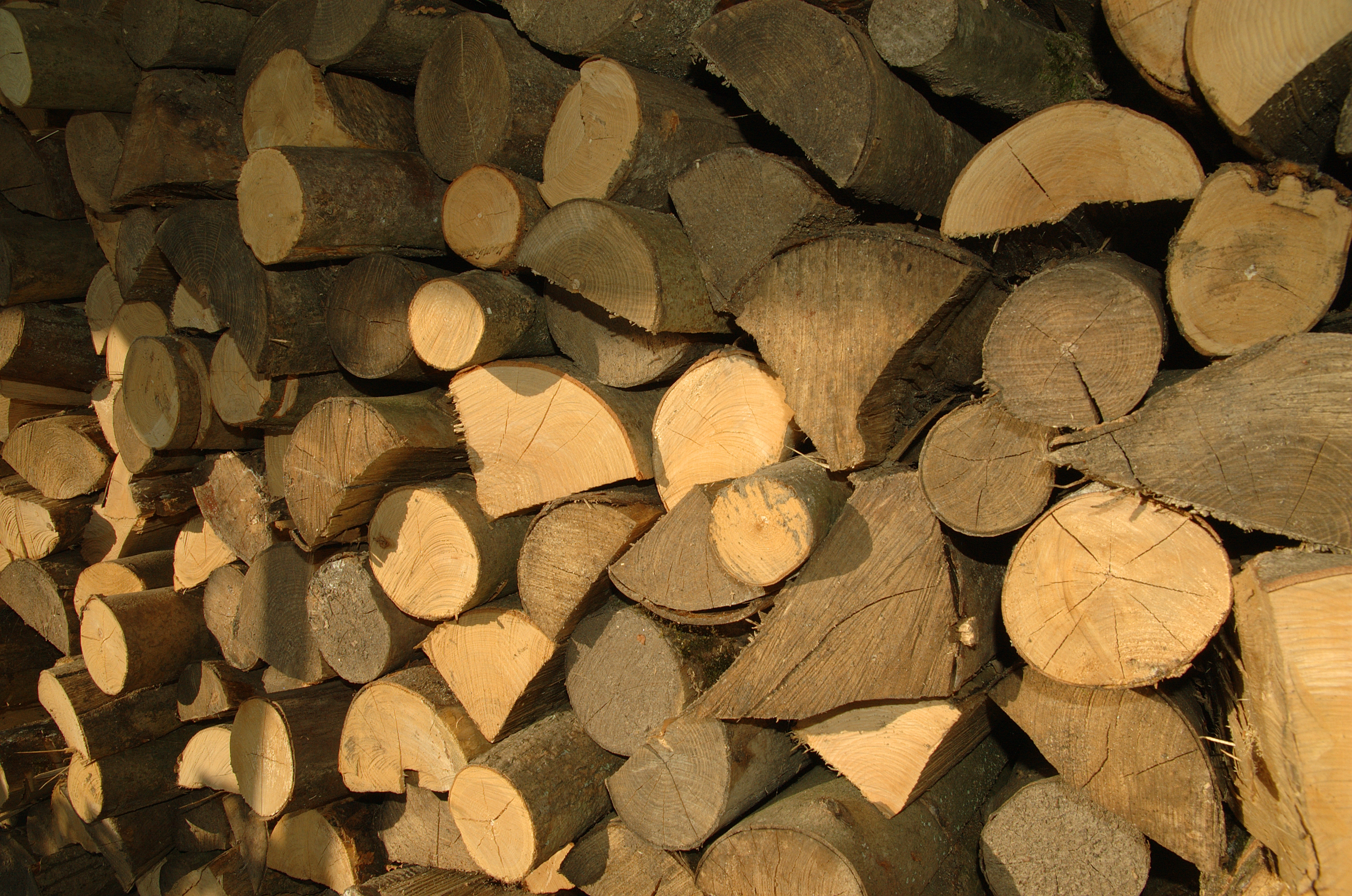
Palivové dříví

Palivové dříví (hovorově běžně označováno jako „palivo“) je sortiment surového dříví vznikající nevyhnutelně při výrobě, třídění a druhování kvalitnějších sortimentů. Prakticky se jedná o nejméně kvalitní sortiment dříví určený k energetickému využití. Kvalita se řídí podle příslušných technických nebo odběratelských norem.
Palivové dříví se vyrábí ze všech jehličnatých a listnatých dřevin. Dodává se v kůře v tloušťce od 3cm. Polena silnější než 30cm se štípou. Obvykle se třídí dle skupin dřevin (listnaté tvrdé, listnaté měkké apod.). Obvyklá délka je 1m ale vyrábějí se i polena kratší (min. 15cm).
Mimo tradiční hráně rovnaných metrových polen se od 90. let 20. století stále častěji nabízejí také polena konkrétních délek (25, 33, 50 nebo 100cm) a definovaných rozměrů dle druhu topeniště (rozměru kotlových dvířek). Z hlediska porovnání ceny těchto produktů je kromě rozměrů důležitá jejich vlhkost, druhy dřevin a způsob rovnání. Zejména je třeba rozlišovat udané "prostorové" jednotky. 1 metr krychlový ("plnometr") = 0,54 - 0,68 (dle dřeviny a druhu) metru prostorového (prm).
Relativně nová je technologie štěpkování, při které lze za určitých okolností zpracovat na energeticky využitelnou štěpku jak palivové dříví tak také tenčí větve nebo odpad z pilařských provozů.
Chrastí (též roští, klestí, klest nebo chrampejští) jsou drobné suché větve, které se nacházejí na stromech nebo jsou z nich spadlé či ulámané. Používá se k topení, ale má poměrně malou výhřevnost. Pro velkou plochu svého povrchu však snadno vzplane, a proto se hodí na rozdělávání ohně.

## Dovolený rozsah vad
Přípustné jsou téměř všechny vady. S výjimkou trouchnivosti (dutin) a hniloby takového stupně, že se dříví při běžné manipulaci rozpadá jsou dovoleny všechny vady v rozsahu (na povrchu i uvnitř polen) do 70 % plochy čela. Polena s průběžnou dutinou je třeba rozštípnout.